# Jacob Aall Bonnevie
Jacob Aall Bonnevie (Oslo, 31 de diciembre de 1838-13 de agosto de 1904) fue un educador, director de escuela y autor de libros de texto noruego. Se desempeñó como miembro del Parlamento noruego por el Partido Conservador de Noruega.

## Biografía
Bonnevie nació en Christiania (ahora Oslo), Noruega. Fue hijo de Honoratus Bonnevie (1797–1848) y Sophie Augusta Baumann (1804–95). Su padre llegaría a ser alcalde de la ciudad.
Bonnevie se graduó en 1856, luego estudió ciencias en la Universidad de Christiania obteniendo el título de cand.real. en 1863. Después de terminar su educación, comenzó a enseñar en la Escuela Catedral de Christiania desde 1862. En 1865, se trasladó a la Escuela Catedral de Kristiansand. En 1872, a la edad de 34 años, Bonnevie fue nombrado superintendente escolar del distrito escolar de Trondheim, cargo que ocupó hasta 1894. Como director de escuela, fue un reformador, promoviendo particularmente el papel de las ciencias en el sistema escolar noruego. También escribió libros de texto muy utilizados sobre geometría y álgebra.
Bonnevie también fue activo en la política nacional, donde fue el principal portavoz del Partido Conservador de Noruega en temas educativos. Fue elegido al parlamento seis veces, y ocupó el cargo desde 1880 hasta 1897. Bonnevie representó a Trondhjem y Levanger entre 1880 y 1891. Sirvió como representante de Fredrikstad de 1892 a 1894 y del condado de Nedenes (ahora Aust-Agder) de 1895 a 1897. En 1889, Bonnevie fue nombrado Ministro de Educación y Asuntos Eclesiásticos en el primer gabinete del primer ministro Emil Stang, que duró hasta 1891. Más tarde, en 1895, se le pidió formar un gobierno de coalición, pero las negociaciones fracasaron.

## Vida personal
Bonnevie se casó dos veces. En 1863, se casó con Anne Johanne Daae (1839-1876). Fueron padres de siete hijos nacidos entre 1864 y 1876. Tras la muerte de su primera esposa, se casó en 1878 con Susanne Bryn (1848-1927), con quien tuvo dos hijos nacidos entre 1879 y 1881. Su hija mayor, Sofie Honoria Bonnevie (1864–1928), se casó con el físico y meteorólogo Vilhelm Bjerknes (1862–1951). También fue padre de la médica Kristine Bonnevie (1872-1948), del juez del Tribunal Supremo Thomas Bonnevie (1879-1960) y del jurista Carl Bonnevie (1881-1972). Bonnevie murió en 1904, mientras asistía a una conferencia escolar en Linköping, Suecia.

## Obras seleccionadas
- Kortfattet Lærebog i Geometri, 1870
- Kortfattet Lærebog i Arithmetik og Algebra, 1871
- Historisk lærebog for folkeskolen (con A. Ræder), 1894